# Pararge eversmanni
Pararge eversmanni är en fjärilsart som beskrevs av Eduard Friedrich Eversmann 1847. Pararge eversmanni ingår i släktet Pararge och familjen praktfjärilar. Inga underarter finns listade i Catalogue of Life.